# Al-Larí
Muhàmmad ibn Salah ibn Jalal ibn Kamal al-Ansarí (o an-Nassirí) al-Larí, més conegut com a Múslih-ad-Din al-Larí o, simplement, com a Al-Larí (1510-1572) fou un savi i historiador persa nadiu de Lar.
Després de diversos estudis i ja reputat, va visitar l'Índia sent rebut amb honor per l'emperador mogol Humayun que li va donar el títol d'ustadh i va esdevenir el seu alumne. A la mort de l'emperador el 1556 va anar a fer el pelegrinatge a la Meca i en un naufragi va perdre 400 llibres. El 1557 va anar a Alep i després a Istanbul on el mufti Abu l-Suud li va oferir un lloc de mestre ben pagat que va declinar per considerar el lloc poc important en relació al que havia tingut a la cort mogol. Va anar a Amida on el governador local Iskandar Pasha el va nomenar mestre a la madrassa Khusraw Pasha i preceptor dels seus fills. Va morir l'abril o maig de 1572.
Va escriure obres de filosofia, astronomia, religió, poesia (en aquesta especialitat no va destacar) i història on va escriure la "Història Universal" (Mirat al-adwar wa-mirkat al-akhbar) en persa, dedicada al sultà Selim II quan va pujar al tron (1566); en aquesta obra, en deu capítols, compilava mig centenar d'obres en àrab, persa i turc. Entre 1567 i 1570 Khodja Sad al-Din conegut per Khodja Efendi (+ 1599) va fer la traducció parcial al turc dels nous primers capítols deixant de costat el dedicat als otomans per als quals va escriure una obra pròpia, la Tadj al-tewarikh.